# Incidente del Douglas C-47 di Sabena del 1948
L'incidente del Douglas C-47 di Sabena del 1948 fu un incidente aereo che si verificò il 31 agosto 1948, nei pressi di Kimbwe, nell'allora Congo Belga. L'aereo, un Douglas C-47 A-10-DK registrato come OO-CBL, era operato dalla compagnia aerea belga Sabena. Era in rotta da Manono a Élizabethville (ora Lubumbashi), quando improvvisamente perse il controllo durante l'avvicinamento all'aeroporto e si schiantò. Tutte le 13 persone a bordo, inclusi i tre membri dell'equipaggio, morirono. La causa esatta dell'incidente rimane indeterminata nonostante le condizioni meteorologiche favorevoli in quel momento.
Fu uno dei tre incidenti mortali che la Sabena subì nel 1948, insieme al disastro di Heathrow del 2 marzo e allo schianto del Douglas DC-4 del 12 maggio.